# Запис Петров орах (Маћедонце)
Запис Петров орах (Маћедонце) се налази на парцели чији је власник Ђорђевић Драгомир и Радомир.

## Локација
| Општина             | Медвеђа                                                          |
| Катастарска општина | Маћедонце                                                        |
| Потес               | Запис раван                                                      |
| Координате          | 42° 48′ 57″ С; 21° 33′ 52″ И / 42.8157° С; 21.564499999999999° И |
| Надморска висина    | 653m                                                             |

## Карактеристике
Дендрометријске вредности утврђене на терену и сателитским снимцима:
| Стабло                     | Орах |
| Висина стабла              | m    |
| Обим дебла                 | m    |
| Пречник крошње             | 12m  |
| Пречник дебла              | m    |
| Висина дебла до прве гране | m    |

## База записа
Запис је у оквиру Викимедија пројекта "Запис - Свето дрво" заведен под редним бројем 1169.